# Batalha do Cabo Rachado
A Batalha do Cabo Rachado deu-se em 18 de Agosto de 1606 no estreito de Malaca entre uma armada portuguesa comandada pelo vice-rei da Índia, D. Martim Afonso de Castro, e uma armada holandesa comandada por Cornelis Matelieff de Jonge, tendo-se saldado numa vitória táctica portuguesa, já que os navios da VOC retiraram com baixas superiores às portuguesas. Contudo a vitória não foi convenientemente explorada pelo vice-rei o que mais tarde levou à sua derrota.